# Martin Kurtén
Martin Johannes Kurtén, född 16 augusti 1935 i Karleby, död 27 november 2013, var en finländsk skådespelare, översättare och ledare för Klockriketeatern, sedan 1991, tillsammans med Kristin Olsoni.

## Biografi
Kurtén blev medicine licentiat 1961, var avdelningsläkare vid Östanlid sanatorium 1962–1964 och kommunalläkare i Pedersörenejdens hälsovårdsdistrikt 1964–1966. Han bytte därefter yrkesinriktning, var 1966–1968 extra elev vid Svenska teaterskolan, och studerade 1968–1969 vid Teaterhögskolan i Leningrad, där han bekantade sig med teaterförnyaren Konstantin Stanislavskijs teorier och regimetoder. 1969–1974 var han skådespelare vid Svenska Teatern. Åren 1974–1982 var Kurtén tillsammans med makan Kristin Olsoni chef för Wasa Teater. Vidare verkade han som professor i scenframställning vid Teaterhögskolans svenska institution 1990–1994, var talpedagog vid Sibelius-Akademin 1969–1974, biträdande rektor för Teaterhögskolan 1990–1991, chef för dess svenska institution 1990–1991 och 1992–1994. Han har haft många förtroendeuppdrag och översatt många skådespel från tyska, ryska och finska till svenska, och från ryskan böcker om och av Stanislavskij, bland annat Att vara äkta på scen (1986) och Arbetet med rollen (1997). 
Det är ändå som stöttepelare för Klockriketeatern, tillsammans med Olsoni, som Kurtén gjorde sin kanske största insats för teatern. Han var stiftande medlem 1994 och kom under de första tio åren att gestalta övertygande karaktärsroller, ofta regisserad av Olsoni. Bland dem kan nämnas den buttre officeren i Nysningen (efter Anton Tjechovs texter) och den ömsinta Moffa i Dalens sånger (text Athol Fugard). Minimalistiskt skarp var han i Christer Kihlmans monolog Svaret är nej. I kabarén Om månen, finlandssvenskarna och alla de andra till Lars Huldéns texter lyste han av vitalitet.

## Filmografi (urval)
- 1979 – Herr Puntila och hans dräng Matti
- 1984 – Dirty Story
- 1991 – Din vredes dag (TV-serie)

## Priser och utmärkelser
- Harry Martinson-priset 1992